# Соу-Гай (Аризона)
Соу-Гай (англ. So-Hi) — переписна місцевість (CDP) в США, в окрузі Могаве штату Аризона. Населення — 428 осіб (2020).

## Географія
Соу-Гай розташований за координатами 35°15′10″ пн. ш. 114°8′29″ зх. д. / 35.25278° пн. ш. 114.14139° зх. д. (35.252725, -114.141482).  За даними Бюро перепису населення США в 2010 році переписна місцевість мала площу 2,27 км², уся площа — суходіл.

## Демографія
Згідно з переписом 2010 року, у переписній місцевості мешкало 477 осіб у 207 домогосподарствах у складі 137 родин. Густота населення становила 210 осіб/км².  Було 242 помешкання (107/км²).
Расовий склад населення:
| - 91,8 % — білих - 1,3 % — азіатів - 0,6 % — чорних або афроамериканців - 0,2 % — корінних американців - 5,0 % — осіб інших рас |

До двох чи більше рас належало 1,0 %. Частка іспаномовних становила 11,7 % від усіх жителів.
За віковим діапазоном населення розподілялося таким чином: 13,8 % — особи молодші 18 років, 62,5 % — особи у віці 18—64 років, 23,7 % — особи у віці 65 років та старші. Медіана віку мешканця становила 52,0 року. На 100 осіб жіночої статі у переписній місцевості припадало 96,3 чоловіків;  на 100 жінок у віці від 18 років та старших — 94,8 чоловіків також старших 18 років.
Середній дохід на одне домашнє господарство  становив 22 869 доларів США (медіана — 22 750), а середній дохід на одну сім'ю — 28 798 доларів (медіана — 24 850). 
Цивільне працевлаштоване населення становило 38 осіб. Основні галузі зайнятості: роздрібна торгівля — 57,9 %, освіта, охорона здоров'я та соціальна допомога — 42,1 %.